# 뉴욕 주립 대학교 해양 대학
뉴욕 주립 대학교 해양 대학(State University of New York Maritime College: SUNY Maritime College)은 미국 뉴욕주 브롱스에 있는 공립 대학이다. 뉴욕 주립 대학교(SUNY) 시스템의 단과대학 중 하나이다. 1874년 설립되었으며, 미국 최초의 해양 대학이며, 미국 내 고등교육 학위를 수여하는 7곳의 해양 대학 중 하나이다.

## 교육 및 연구

### 학사
- 공학사
  - 전기공학 (Electrical Engineering)
  - 설비공학 (Facilities Engineering)
  - 해양공학 (Marine Engineering)
  - 기계공학 (Mechanical Engineering)
  - 선박공학 (Naval Architecture)

- 이학사
  - 국제교역 (International Transportation and Trade)
  - 해양환경과학 (Marine Environmental Science)
  - 해양교통 (Marine Transportation)
  - 해양운영 (Marine Operations)
  - 해사 연구 (Maritime Studies)

- 부전공
  - 경영, 환경과학, 인문학, 복합·해양안전 (Intermodal and Maritime Security), 법학, 경영관리, 해양생물학, 기상학 및 해양학 (Oceanography), 해군 과학, 선박 운영

### 석사
- 국제 해운 (International transportation management)
- 해양 및 해군학 (Maritime and Naval Studies)

## 동문
- 스콧 켈리: 우주인